# Chandata
Chandata is een geslacht van vlinders van de familie Uilen (Noctuidae), uit de onderfamilie Hadeninae.

## Soorten
- C. aglaja Kishida & Yoshimoto, 1978
- C. bella Butler, 1881
- C. cnigrum Yoshimoto, 1982
- C. partita Moore, 1882
- C. taiwana Yoshimoto, 1982
- C. tridentata Yoshimoto, 1982